# Peter Joseph Krahe

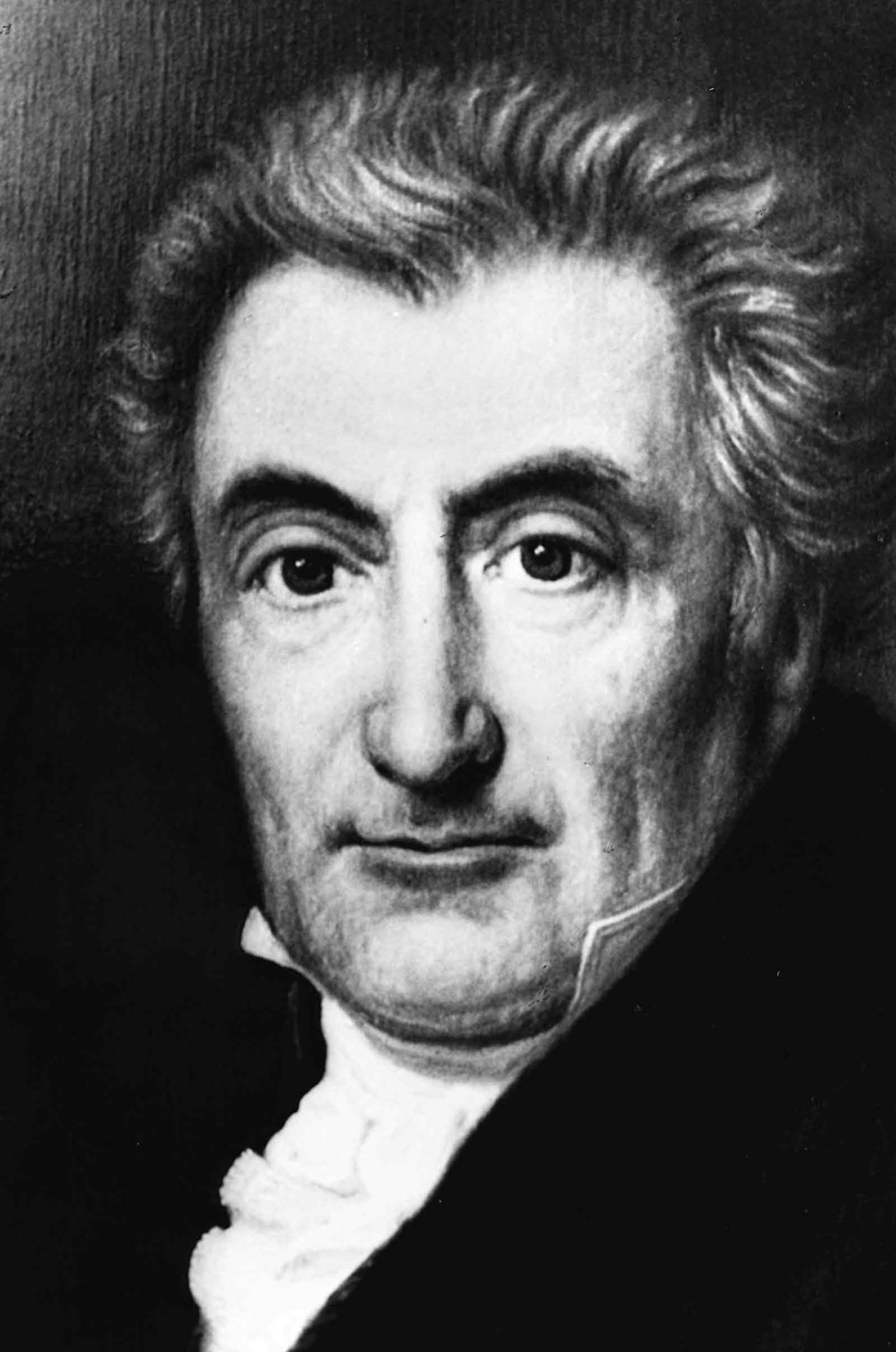
Peter Joseph Krahe, zeitgenössisches Porträt

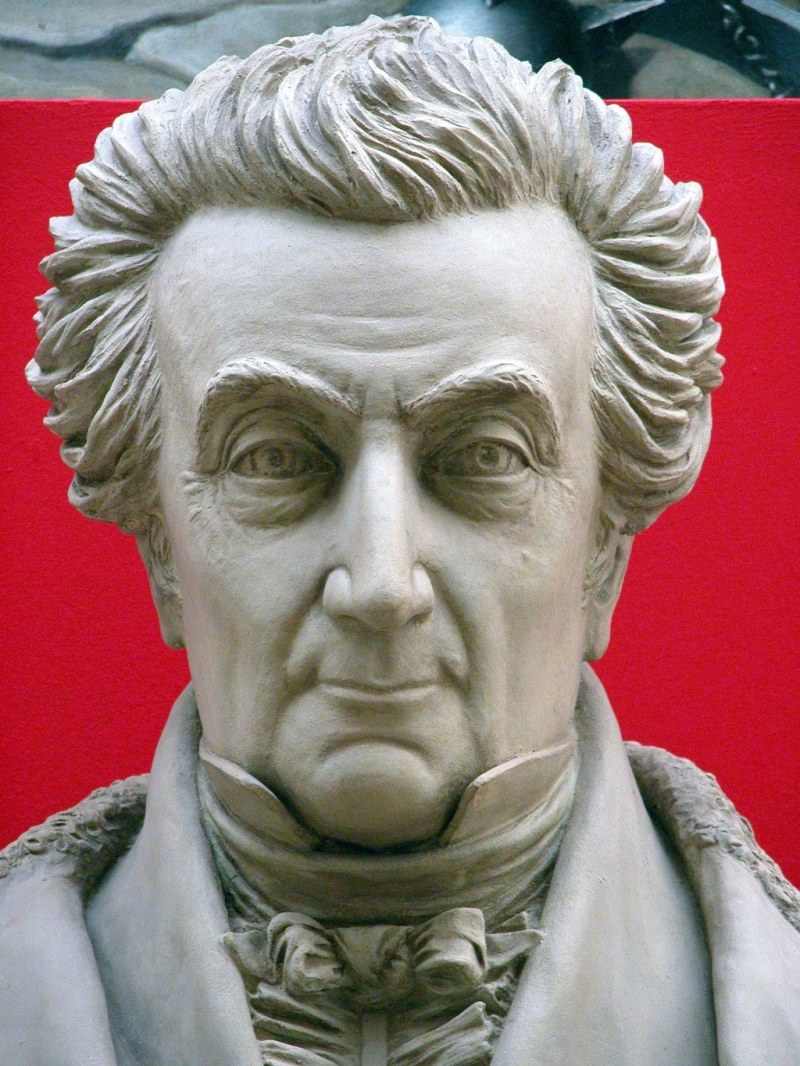
Von Wilhelm Habich 1887 nach dem Porträt angefertigte Büste Krahes

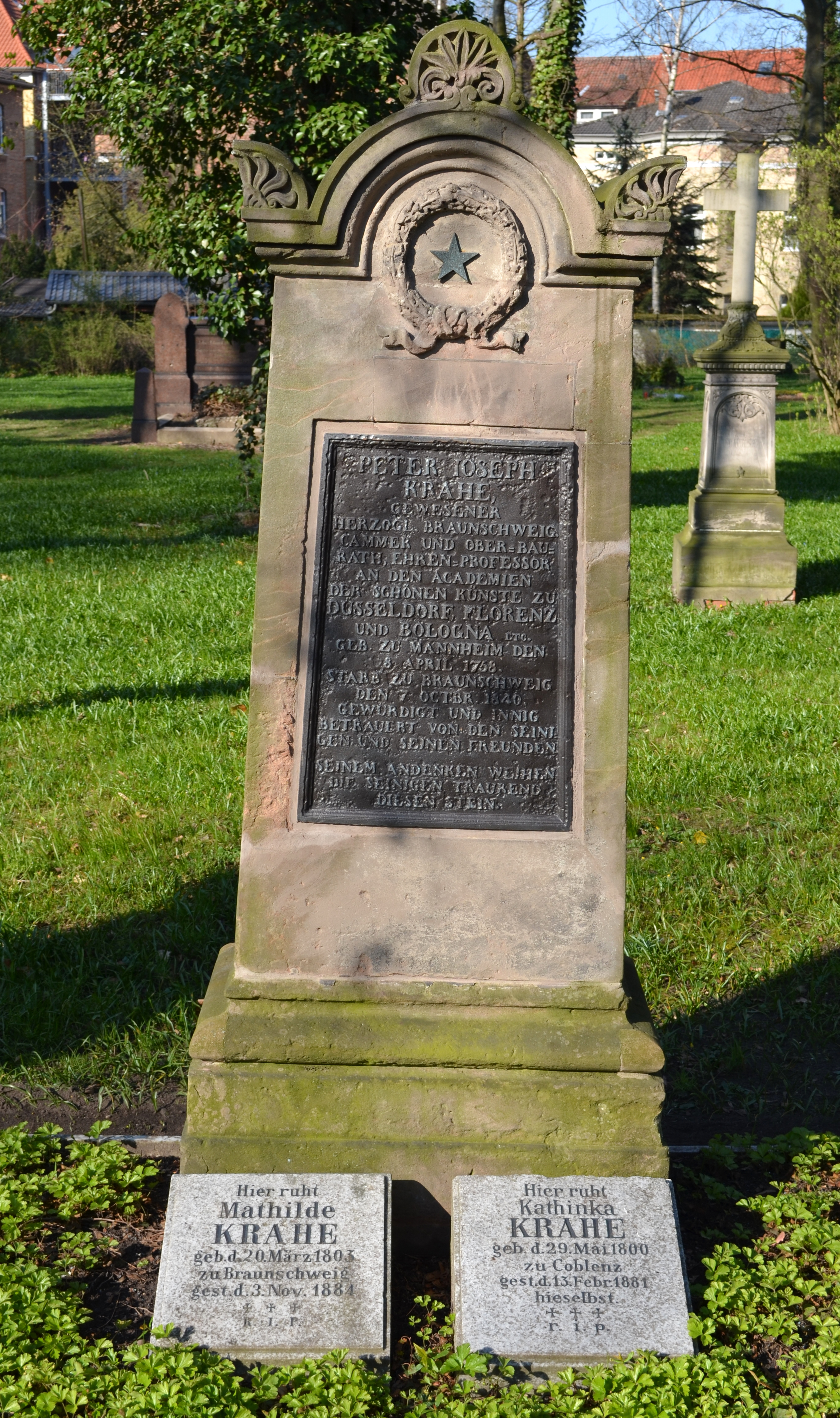
Grab Peter Joseph Krahes

Peter Joseph Krahe (* 8. April 1758 in Mannheim; † 7. Oktober 1840 in Braunschweig) war ein deutscher Architekt des Frühklassizismus. Krahe war maßgeblich an der Umgestaltung der Braunschweiger Wallanlagen beteiligt.

## Leben
Der Sohn des Historienmalers Lambert Krahe (1712–1790) studierte ab 1775 Malerei an der von seinem Vater 1773 gegründeten Kunstakademie Düsseldorf. Dort erfolgte 1780 die Ernennung des erst Zweiundzwanzigjährigen zum „Lehrer der Perspectiv, und Malerey“. Aus der Düsseldorfer Zeit Krahes sind diverse Entwürfe überliefert, für eine ausgedehnte Schlossanlage, für Marställe, Theater, Kirchen und Privathäuser, die außer einer Nähe zu Peter Anton von Verschaffelt bereits „einen selbständigen und ausgereiften Baukünstler“ erkennen lassen. Im Jahre 1782 unternahm er eine Studienreise nach Rom, die durch ein Stipendium des Kurfürsten Karl Theodor von Pfalz-Bayern ermöglicht wurde. Nach der Rückkehr wechselte Krahe 1783 zum Beruf des Architekten. In den Jahren 1785 und 1786 folgte ein zweiter Italienaufenthalt, währenddessen er zum Ehrenprofessor der Akademie der Künste in Florenz ernannt wurde. Krahes erstes Bauprojekt war das 1787 fertiggestellte Theater Koblenz, das von Kurfürst Clemens Wenzeslaus von Sachsen in Auftrag gegeben worden war. Es folgte 1790 die Ernennung zum Hofkammerrat und kurtrierischen Baudirektor in Koblenz. Infolge der französischen Besetzung wurde die Bauverwaltung 1795 aufgelöst. Bis 1802 wird er aber noch im Zusammenhang mit der Errichtung zweier Denkmäler für französische Revolutionsgenerale und eines Stadthauses genannt. Krahe bewarb sich als Erster Architekt am kurfürstlichen Hof in Hannover, der jedoch 1803 in der Folge des Zweiten Koalitionskrieges aufgelöst wurde; daher kam es vermutlich nicht zu einer Anstellung.

### Tätigkeit in Braunschweig
Herzog Karl Wilhelm Ferdinand von Braunschweig setzte sich persönlich, vermutlich unter Vermittlung des Verlegers Vieweg, für einen Wechsel Krahes in seine Residenzstadt ein. Am 21. November 1803 begann er seine Tätigkeit als Kammer- und Klosterrat und Leiter des Bauwesens im Herzogtum Braunschweig als Nachfolger Christian Gottlob Langwagens.
Krahe trat 1837 in den Ruhestand. Sein Nachfolger als Hofbaurat wurde Carl Theodor Ottmer. Krahe starb 1840 in Braunschweig und wurde auf dem katholischen Friedhof an der Hochstraße in Braunschweig bestattet. 1972 fand eine Umbettung des Grabs und die Umsetzung des Grabsteins von der Hochstraße zum Magnifriedhof an der Ottmerstraße statt, der Ruhestätte mehrerer bedeutender Braunschweiger Persönlichkeiten ist. Sein Sohn Friedrich Maria Krahe war ebenfalls ein bedeutender, in Braunschweig tätiger Architekt, ebenso wie dessen Sohn Wilhelm Krahe.

## Werk
Krahe schuf in Düsseldorf um 1790 einen Entwurf für die Synagoge an der Kasernenstraße, welche in geänderter Form realisiert wurde. In Braunschweig entstand 1804 bis 1807 die dorische Portikus der Augusttorwache, die 1896 im Bürgerpark aufgestellt wurde. Die klassizistische Villa „Salve Hospes“ entstand in den Jahren 1805 bis 1808 für den Kaufmann Diedrich Wilhelm Krause. Die bedeutendste Leistung Krahes war die 1803 begonnene Schleifung der Festungsbauten und die Errichtung der Wallanlagen. In den Jahren 1804 bis 1821 entstanden die klassizistischen Torhäuser an den Wallpromenaden. Der Bau des Reithauses an der Langedammstraße erfolgte 1823. Im selben Jahr wurde der eiserne Obelisk auf der von Krahe entworfenen monumentalen Platzanlage am Löwenwall, bis 1904 „Monumentplatz“, eingeweiht. Die Villa Amsberg entstand 1827.

### Werkschau (Auswahl aus Braunschweig)

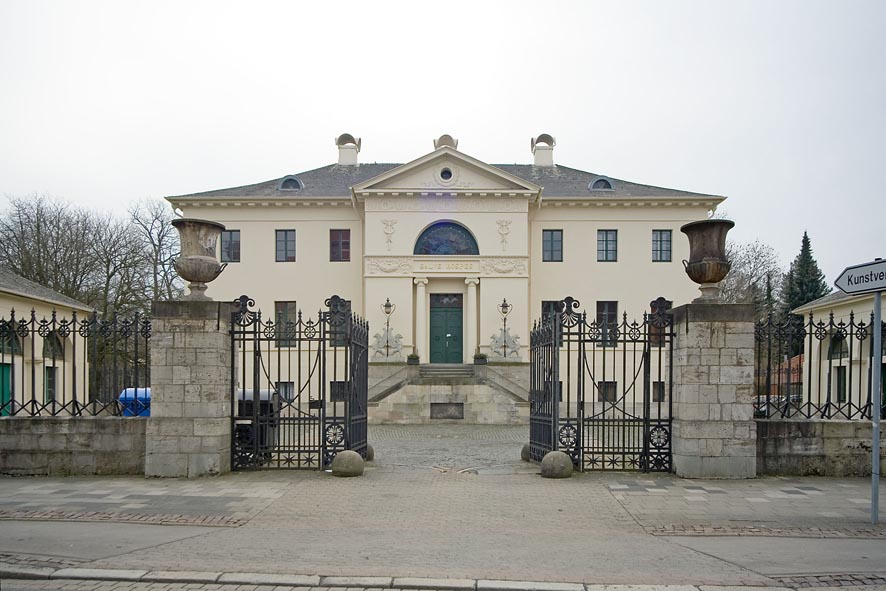
Villa Salve Hospes am Lessingplatz
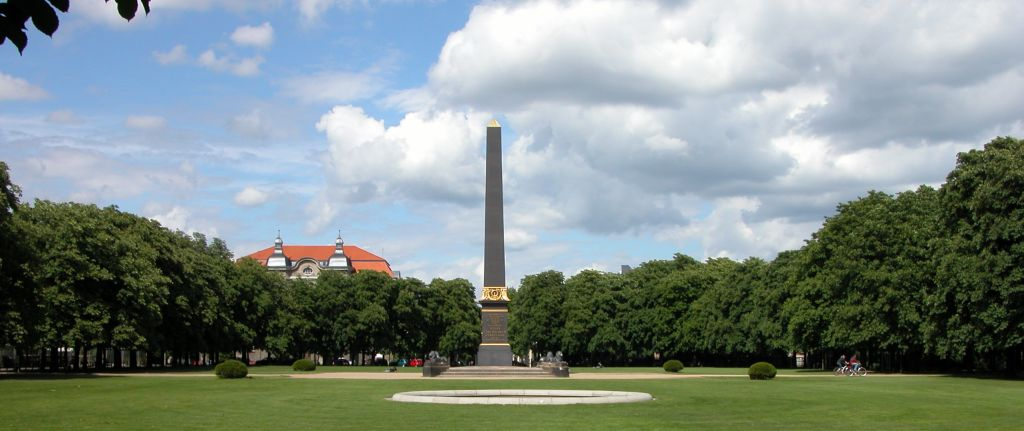
Der Löwenwall mit Obelisk
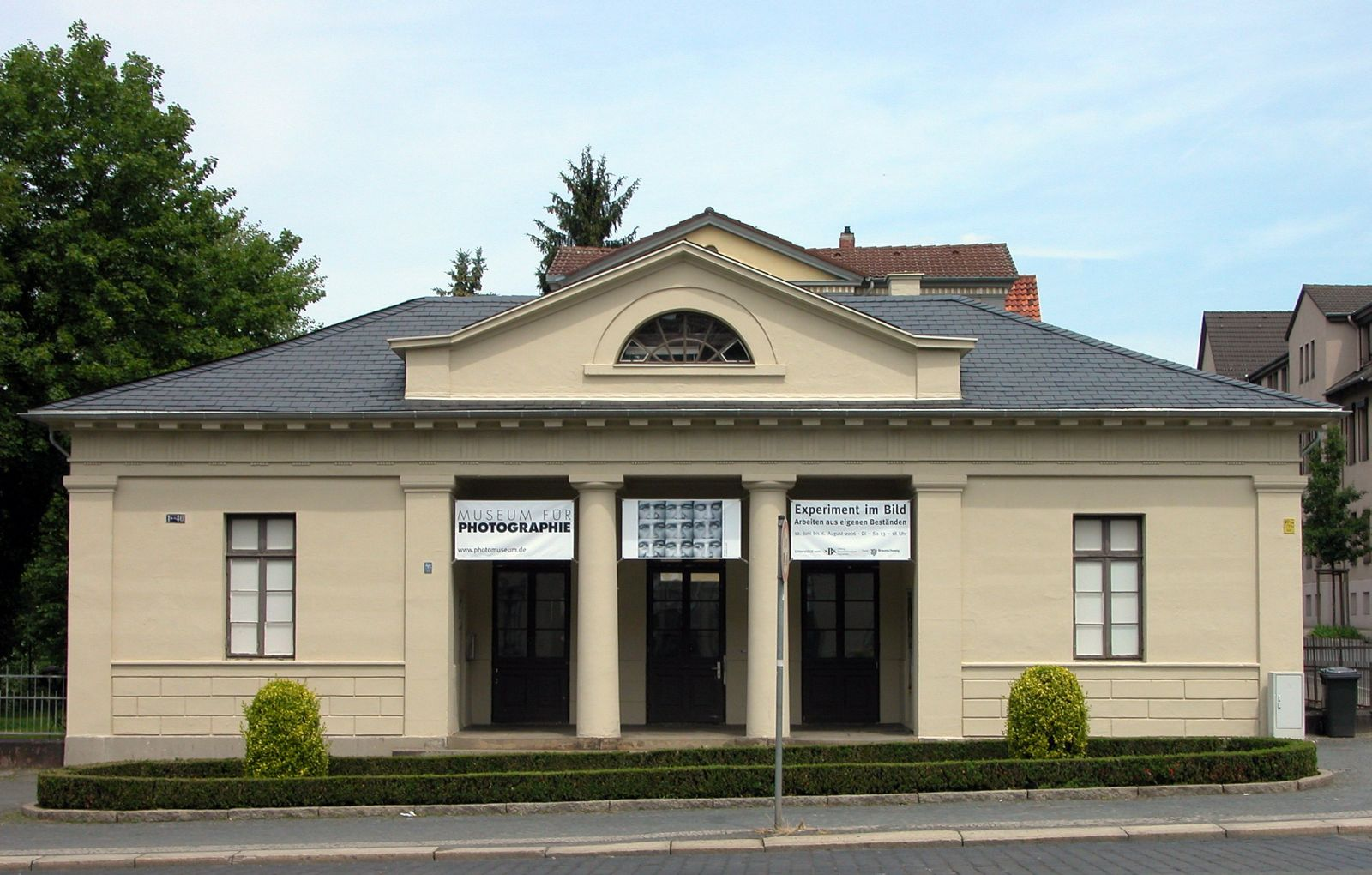
Torhaus Helmstedter Straße, heute Museum für Photographie
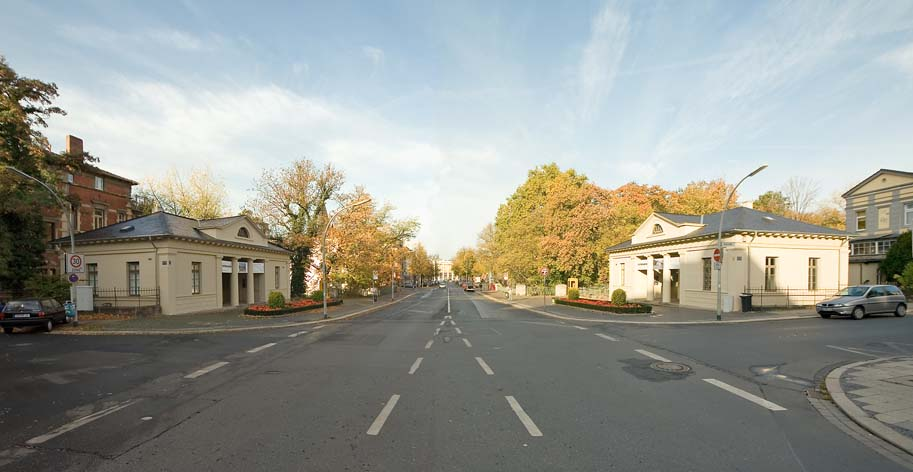
Torhäuser an der Helmstedter Straße
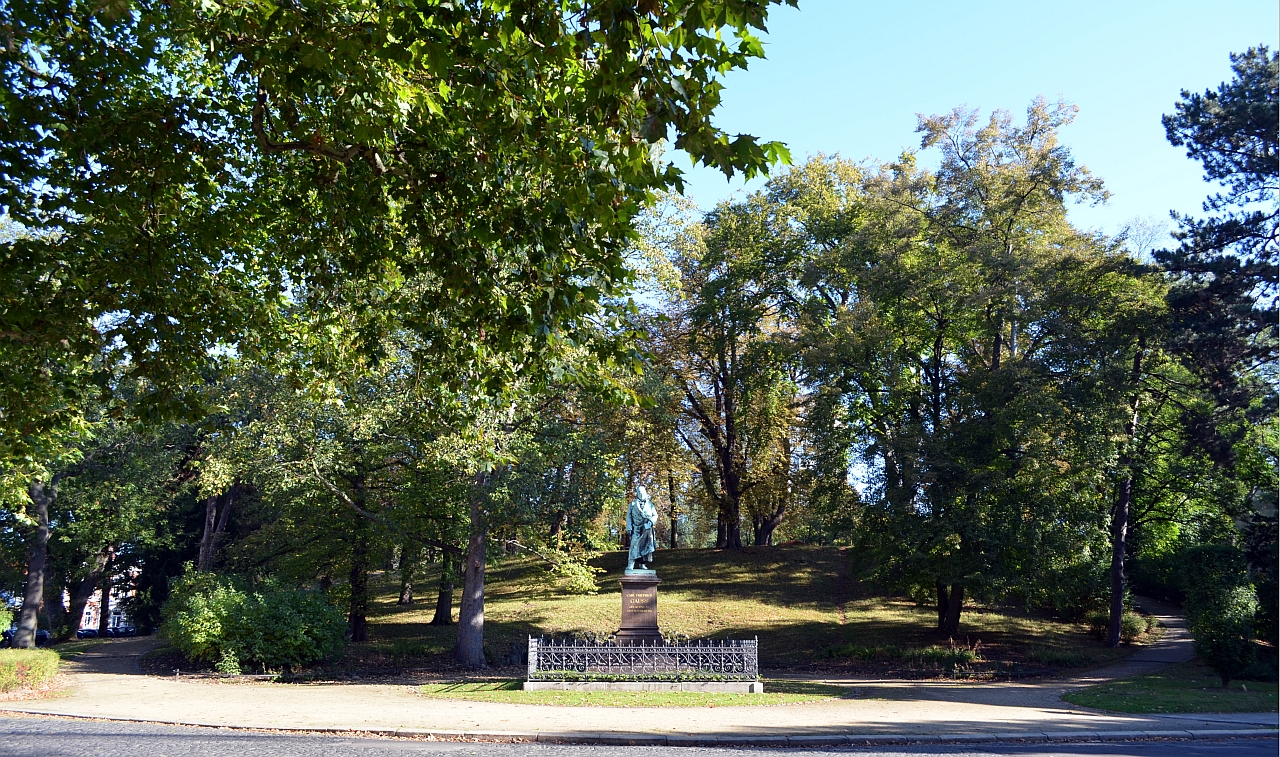
Der Gaußberg
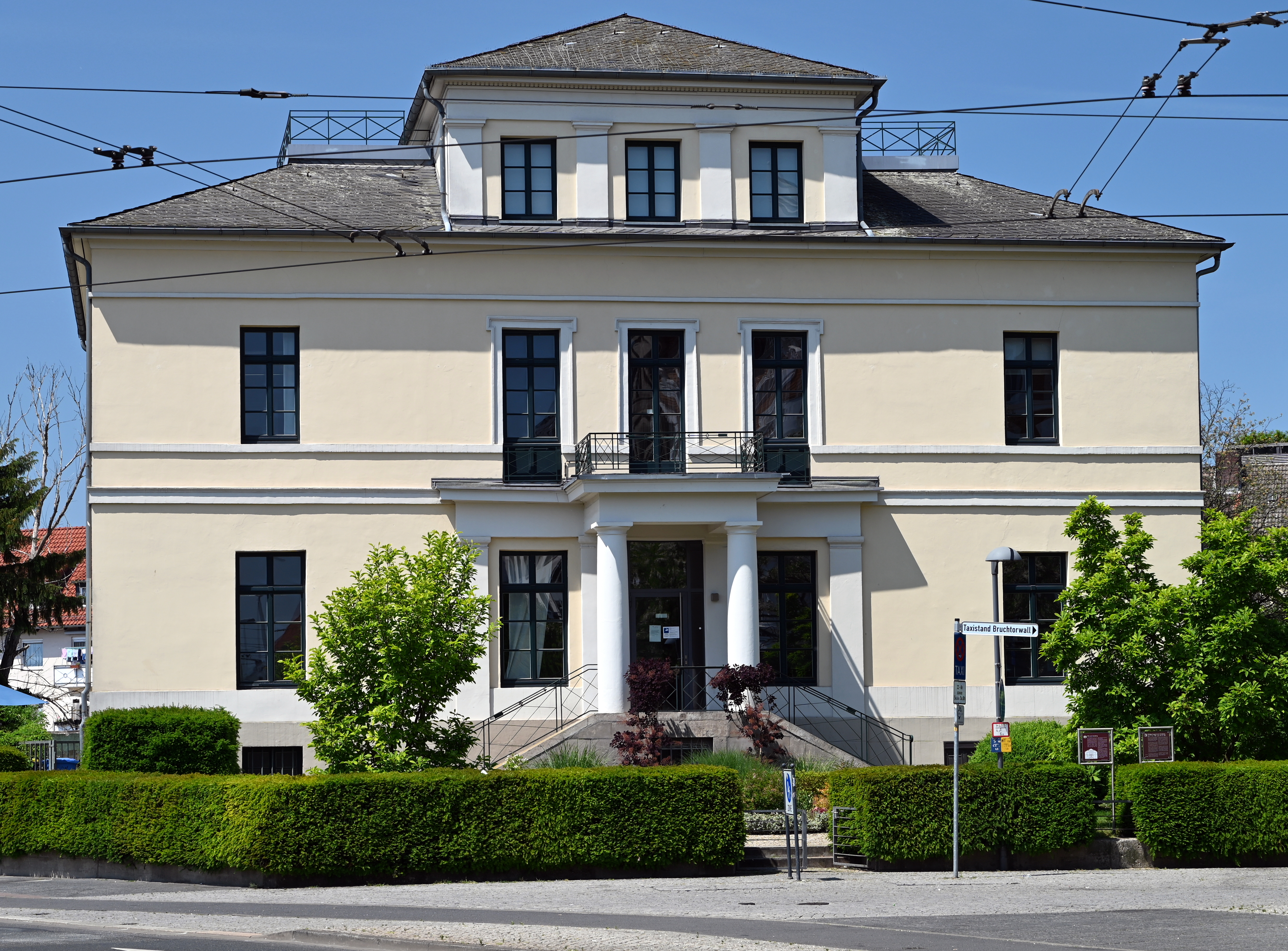
Villa Amsberg

### Werkschau (Auswahl aus anderen Orten)

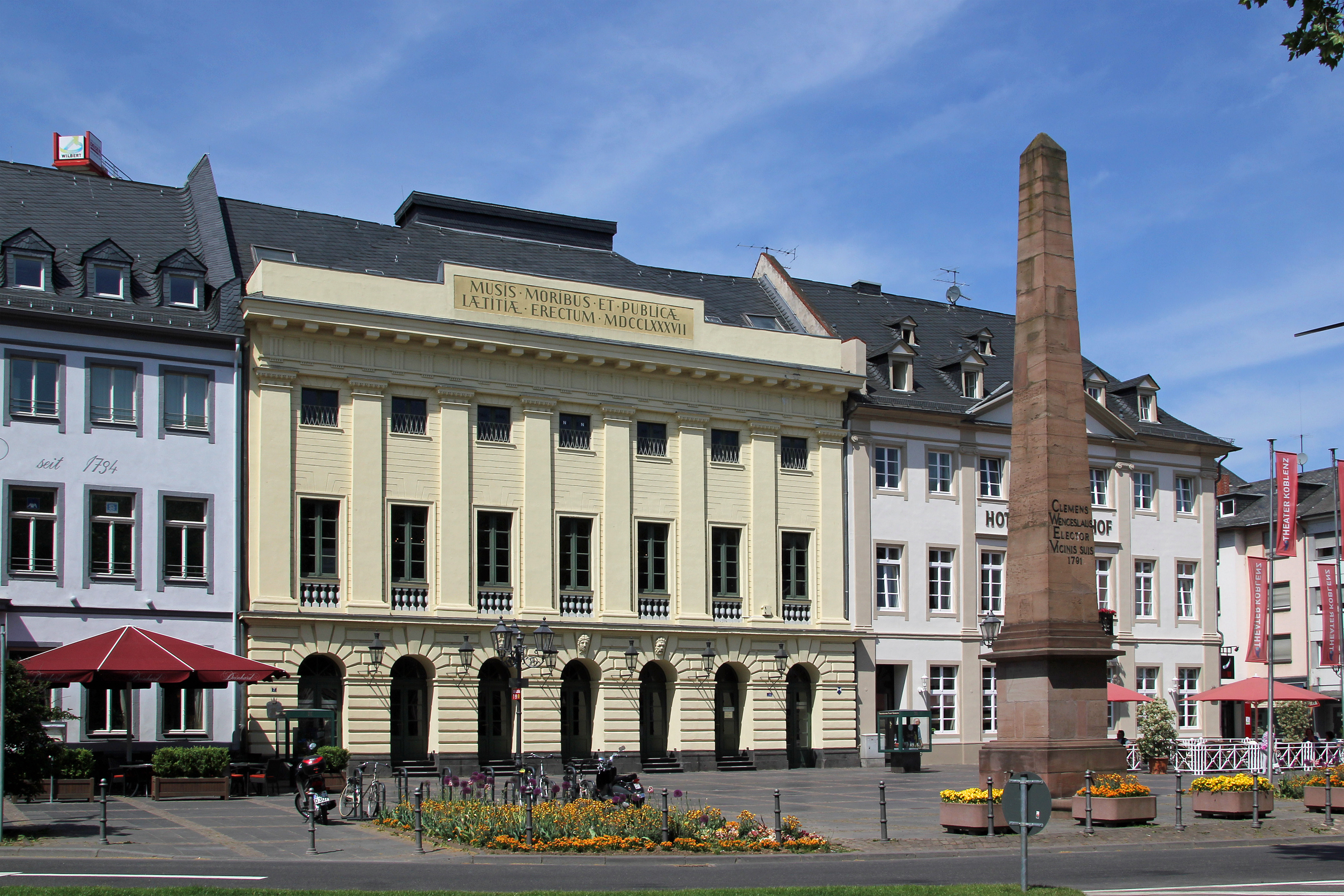
Theater Koblenz (1787)
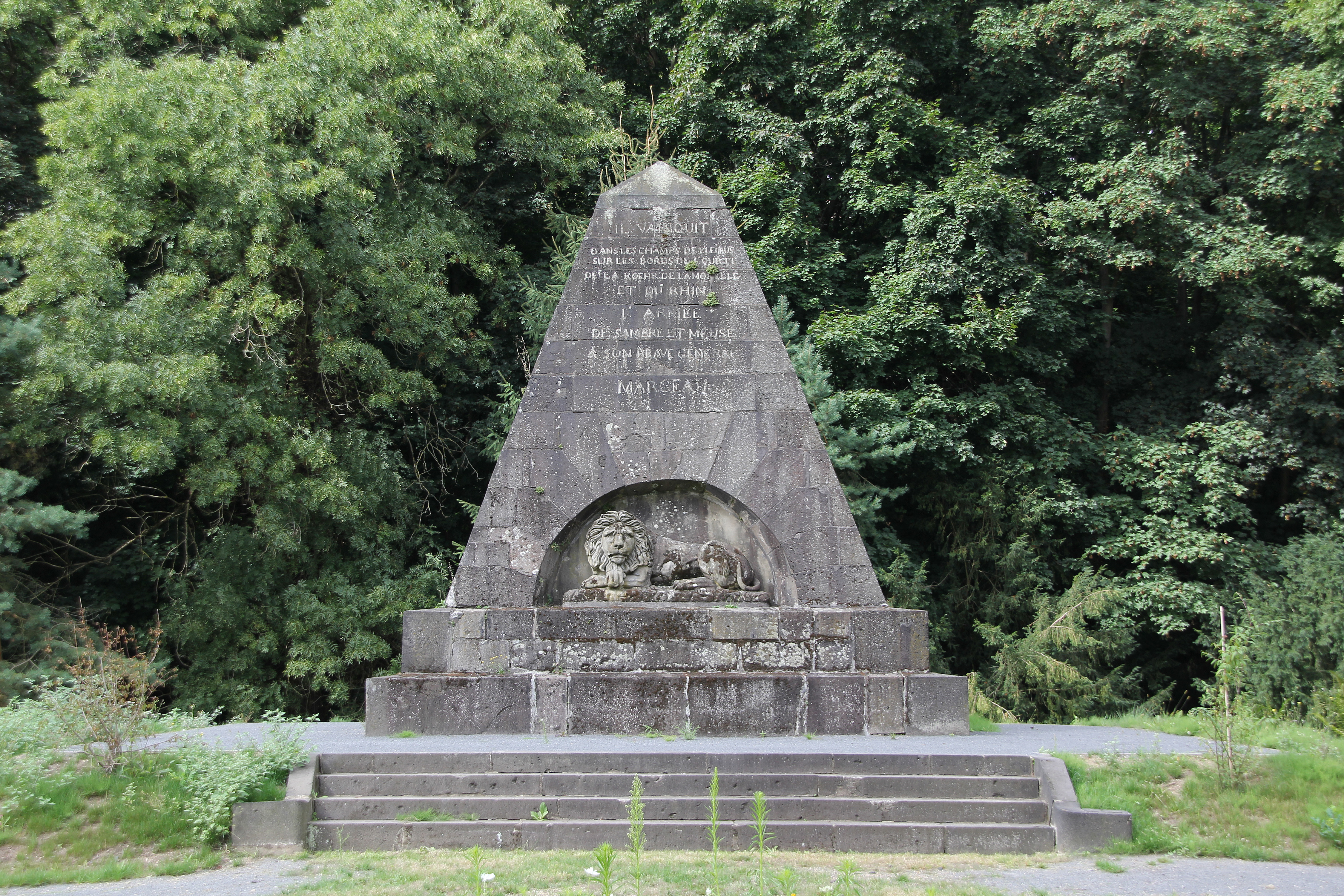
Das Marceau-Denkmal in Koblenz (1797)
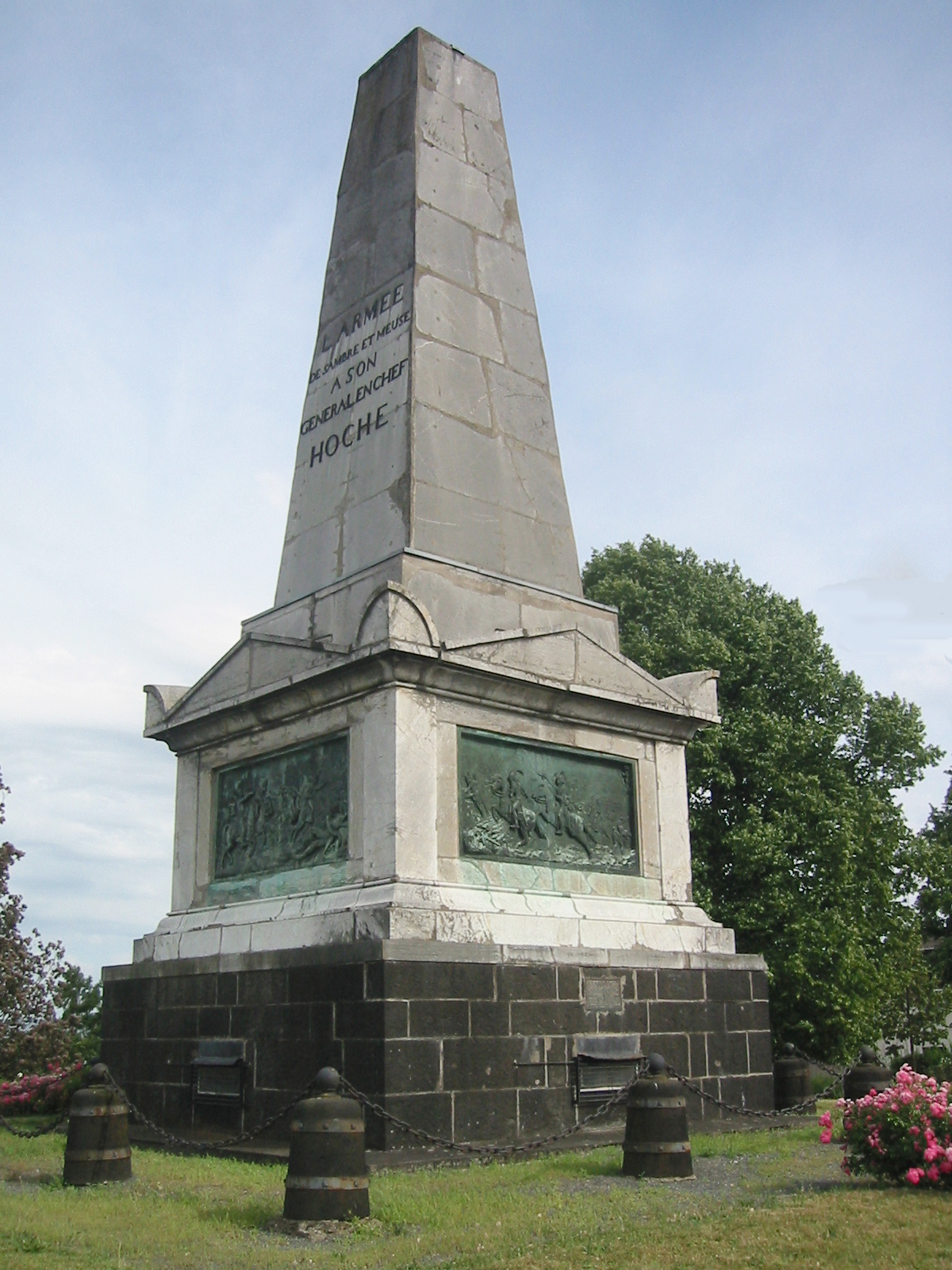
Monument General Hoche in Weißenthurm am Rhein (1798)
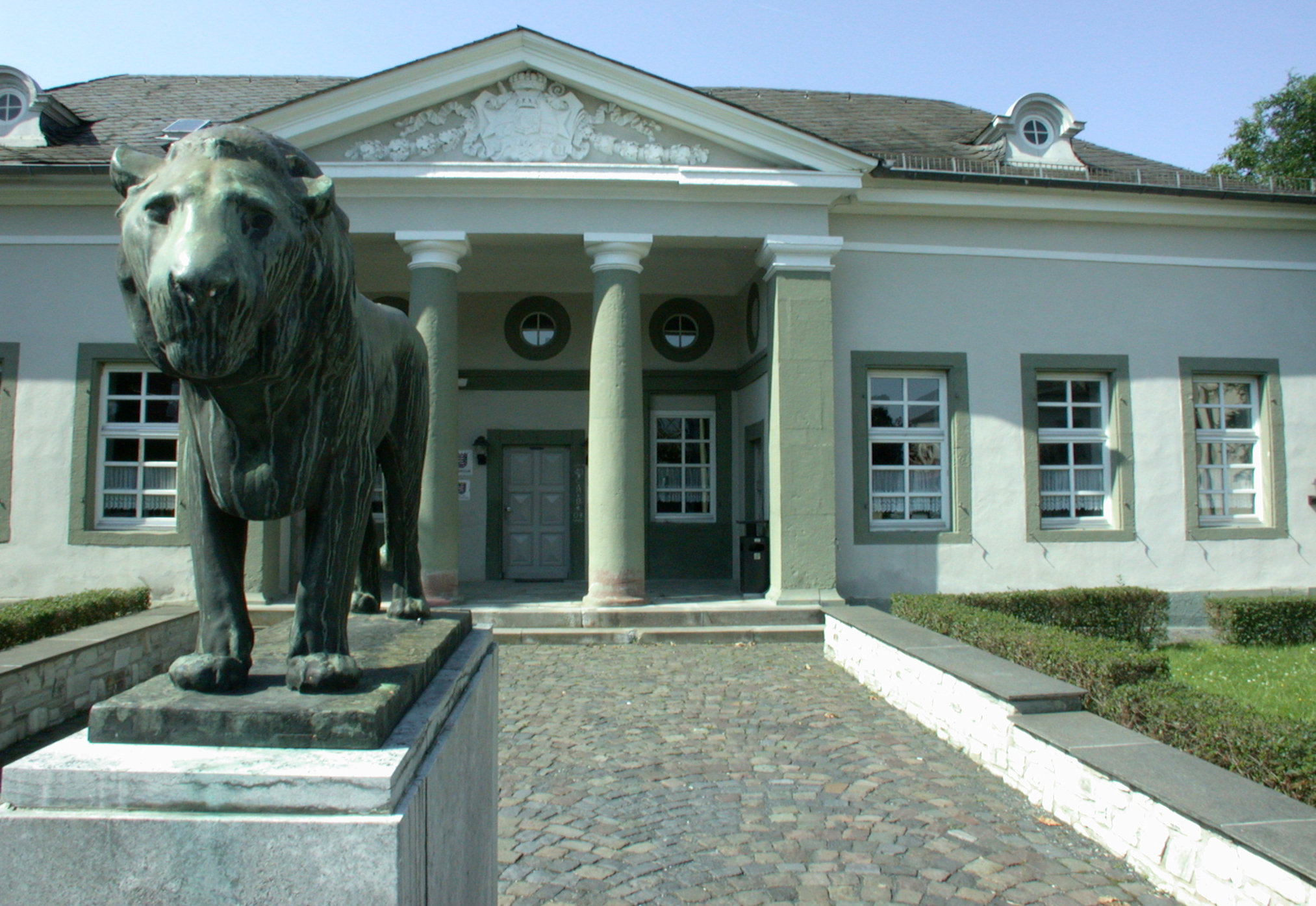
Ehemalige kurtrierische Kaserne, heute Rathaus der Gemeinde Niederselters
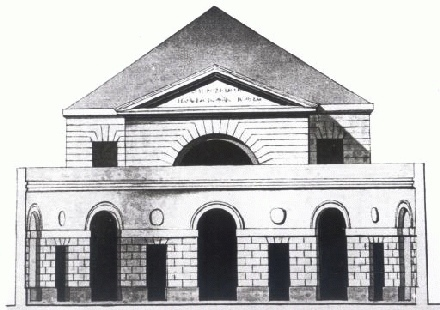
Alte Synagoge Düsseldorf (1792)

## Gedenken

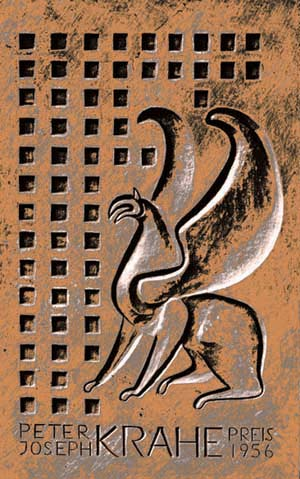
Bronzeplakette des Peter-Joseph-Krahe-Preises

Nach Krahe wurden die Peter-Joseph-Krahe-Straße in Braunschweig und der Architekturpreis der Stadt Braunschweig benannt.

### Peter-Joseph-Krahe-Preis
Die Stadt Braunschweig stiftete 1954 den 1956 erstmals und seitdem insgesamt fünfzehnmal verliehenen Architekturpreis „in Anerkennung und zur Förderung baukünstlerischer Leistungen in der Stadt Braunschweig und im Gedenken an den Baumeister Peter Joseph Krahe“. Die letzte Preisverleihung erfolgte im Jahre 2020/2021. Ausgezeichnet werden Bauherren und Architekten gemeinsam. Der Preis besteht aus einer Urkunde und einer Bronzeplakette, von Braunschweiger Künstlern gestaltet.